# Abājalū-ye ‘Olyā
Abājalū-ye ‘Olyā (persiska: آباجالوی عُليا, اباجلوی علیا, Ābājālū-ye ‘olyā) är en ort i Iran.   Den ligger i provinsen Västazarbaijan, i den nordvästra delen av landet, 600 km väster om huvudstaden Teheran. Abājalū-ye ‘Olyā ligger 1 287 meter över havet och antalet invånare är 250.
Terrängen runt Abājalū-ye ‘Olyā är platt.Runt Abājalū-ye ‘Olyā är det ganska tätbefolkat, med 185 invånare per kvadratkilometer. Närmaste större samhälle är Nūshīn Shar, 8,7 km väster om Abājalū-ye ‘Olyā. Trakten runt Abājalū-ye ‘Olyā består till största delen av jordbruksmark.